# 宅港里
宅港里位於學甲區東北方，位於急水溪南方。早期澎湖及蚵寮等商人專用竹筏載運魚貨來此交換糧食，因往來頻繁，形成一個簡易的港口，故稱「宅子港」。

## 歷史沿革
宅港里即「宅仔港」，為急水溪北岸的西側聚落。
日治時期「宅仔港」設保為「宅仔港一保」，於戰後設村，簡化為「宅港村」。
1968年隨學甲升格為鎮而調整為「宅港里」。

## 教育

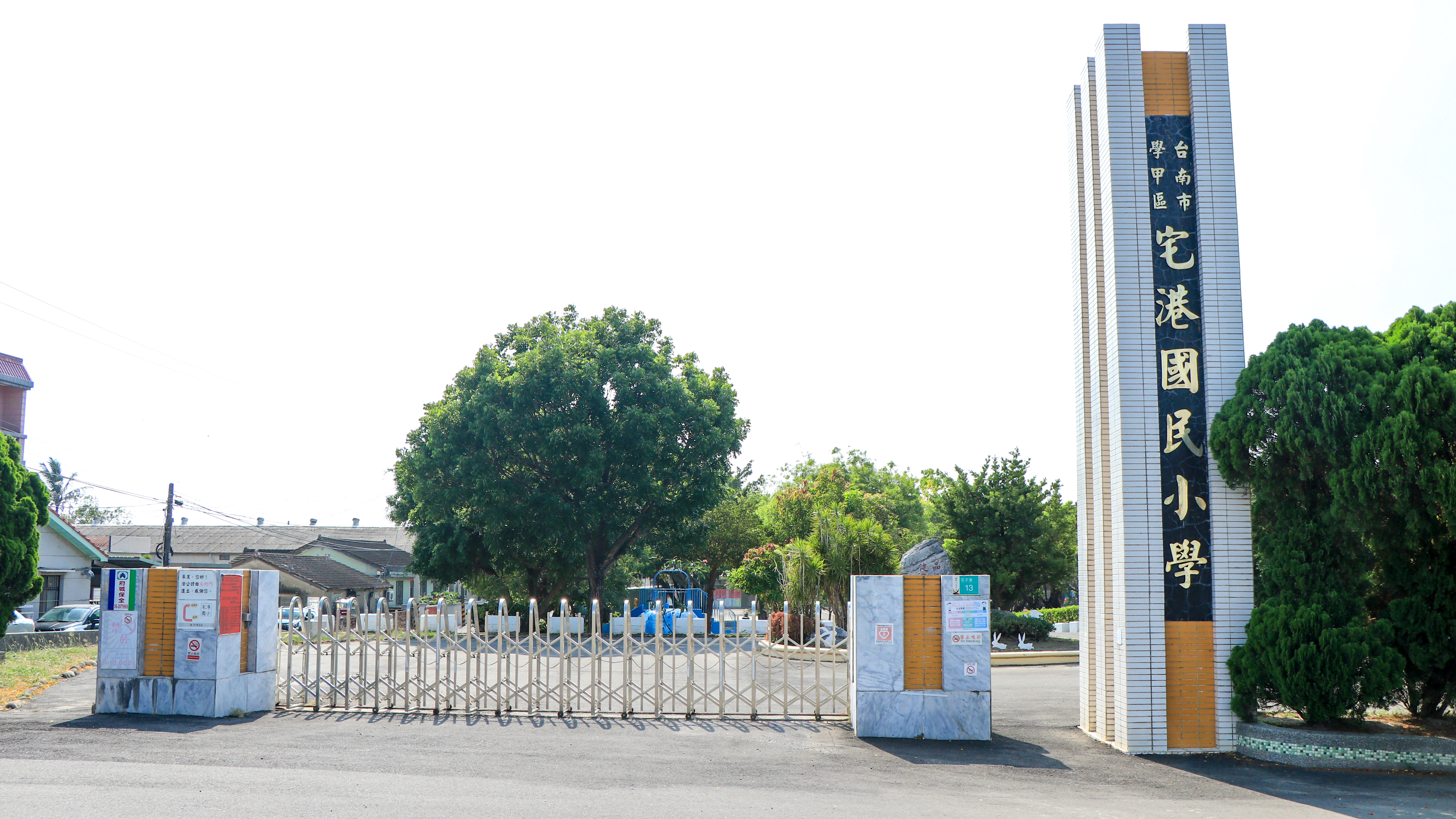
宅港國民小學

- 宅港國民小學：於1922年設立學甲公學校宅子港分離學校，1939年奉准設立為宅子港公學校，1941年改稱宅子港國民學校 ，1967年改稱學甲鎮宅港國民學校 ，1968年奉令改制為學甲鎮宅港國民小學，2010年改稱為臺南市學甲區宅港國民小學。[3]

## 信仰

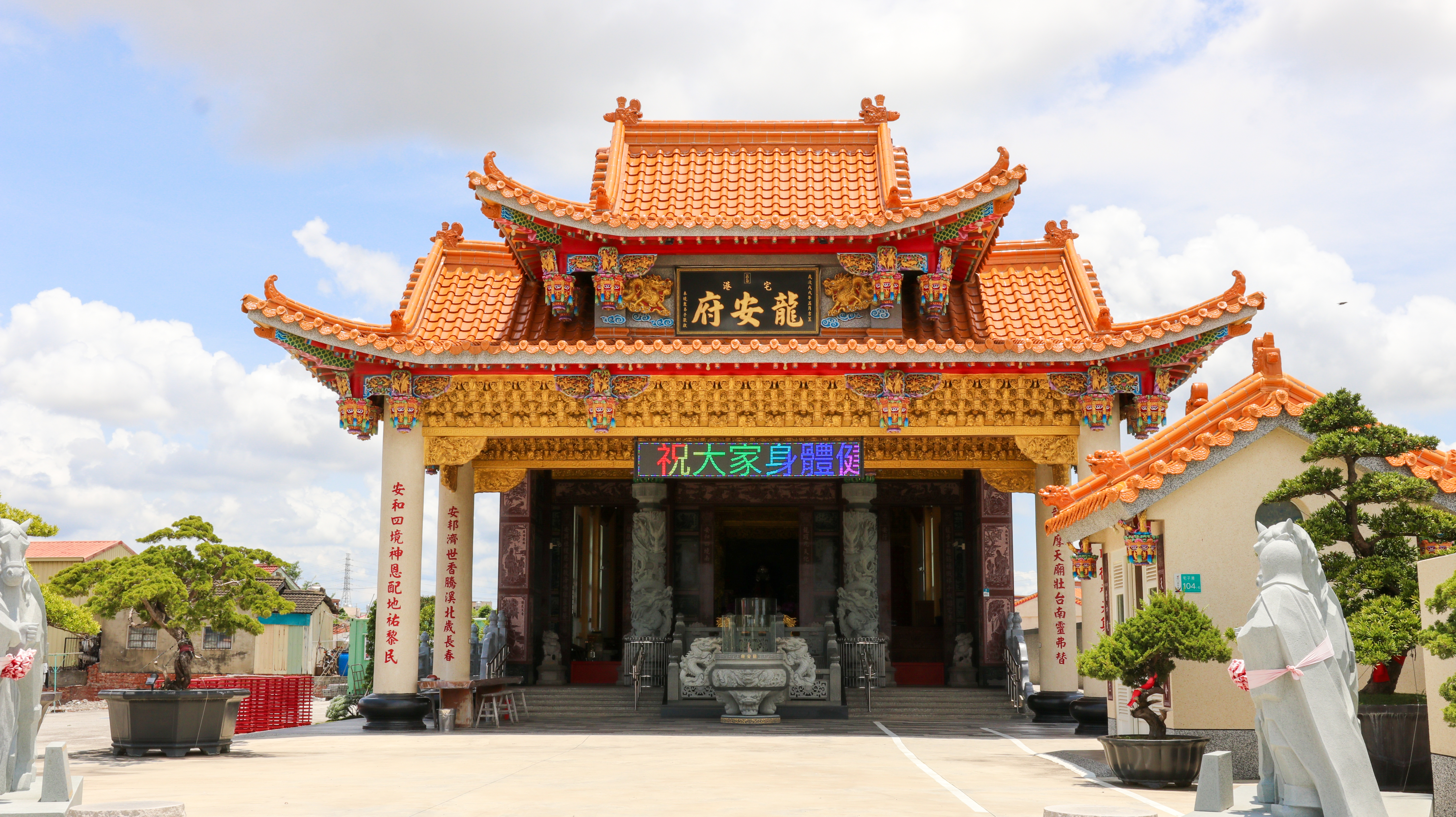
宅港龍安府

- 宅港龍佛宮：主祀觀世音菩薩，觀音佛祖分靈自赤山巖，今該廟名已更名為龍佛宮。[4]
- 宅港龍安府：主祀「遊王千歲」。
- 宅仔港慈德宮：主祀保生大帝。

## 設施
- 宅港抽水站：2023年2月14日宅港里雨水下水道及抽水站新建工程啟用，因學甲區宅港社區位處於急水溪的低窪地區，每逢豪大雨時，常因急水溪水位上漲，導致宅港社區內積水難以排出，造成區域性積淹水情形。為了有效改善此問題，新建宅港抽水站來提升整體排洪效能。[5][6][7]